# Caso Negreira
O Caso Negreira é a investigação realizada pela Agência Tributária Espanhola, que envolve a José María Enríquez Negreira, ex-árbitro de futebol espanhol de origem catalã entre 1975 e 1992 e ex-vice-presidente do Comité Técnico de Árbitros (CTA) entre 1994 e 2018, com supostos pagamentos recebidos do Futbol Club Barcelona enquanto estava em cumprimento de suas funções no CTA.
Segundo investigação da Procuradoria de Barcelona, o clube da cidade fez pagamentos totalizando R$ 7,8 milhões a uma empresa do ex-vice-presidente do comitê de arbitragem da Espanha. Segundo o ex-VP do comitê de arbitragem espanhol, os pagamentos foram feitos ao clube por um trabalho de assessoria, que consistia em explicar aos atletas regras de comportamento com a arbitragem. No entanto, a empresa de Enríquez Negreira nunca declarou qualquer documento comprovativo de ter prestado serviço ao Barcelona
Em 2023, o presidente Joan Laporta e os ex-presidentes Sandro Rosell e Josep Maria Bartomeu i Floreta foram indiciados por crime continuado de suborno, corrupção esportiva, administração desleal e falsificação de documentos comerciais.

## Investigação
A investigação atualmente em curso, surgiu por irregularidades na tributação dos exercícios 2016, 2017 e 2018, e com as explicações de Enríquez, o Ministério Público afirma que entre 2001 e 2018 foram pagos 7,3 milhões de euros do Barcelona para Negreira, valores que não teriam passado pela aprovação da assembleia geral, não tendo respaldo legal.
Segundo informações publicadas pelo jornal “El Confidencial” nesta segunda-feira, a Agência Triburária da Fazenda da Espanha suspeita que Negreira usou 550 mil euros para pagar outras pessoas. Esse valor foi retirado de suas contas em efetivo, entre 2016 e 2019.
O 24 de fevereiro de 2023 o árbitro de futebol Xavier Estrada Fernández se processado por criminoso contra José María Enríquez Negreira e seu filho Javier por um suposto delito de corrupção desportiva.
O 10 de março de 2023 a Promotoria interpôs uma demanda contra José María Enríquez Negreira, o FC Barcelona, os ex-presidentes do Barcelona Josep Maria Bartomeu e Sandro Rosell, e e os ex-executivos Òscar Grau e Albert Costumar.
Em outubro de 2023, o juiz Joaquín Aguirre incluiu o atual presidente do Barcelona, Joan Laporta, na investigação por suborno e outros crimes de corrupção. Além do atual dirigente, estão sob investigação os ex-presidentes do clube Sandro Rosell, Josep Bartomeu e outros membros da diretoria. Eles são acusados de suborno, falsificação de documentos, corrupção esportiva e administração desleal. De acordo com o juiz do caso, "todos tiveram uma responsabilidade efetiva na decisão de efetuar os pagamentos".

## Veja-se também
- Calciopoli